# Ari Pakarinen
Ari Juhani Pakarinen (Rääkkylä, 14 de maio de 1969) é um atleta finlandês aposentado de lançamento do dardo.